# Ailly
Ailly es una comuna francesa situada en la región de Alta Normandía, departamento de Eure, en el distrito de Les Andelys y Cantón de Gaillon-Campagne.

## Demografía
| 440 | 417 | 465 | 604 | 755 | 775 |
| Para los censos de 1962 a 1999 la población legal corresponde a la población sin duplicidades (Fuente: INSEE [Consultar]) |     |     |     |     |     |